# Mino Giarda
Mino Giarda (eigentlich Guglielmo Giarda, * 2. August 1928 in Venedig; † 20. März 2024 in Rom) war ein italienischer Drehbuchautor.

## Leben
Giarda diplomierte in Rechtswissenschaften und war von 1961 an Regieassistent bei Damiano Damiani. Ab 1965 verstärkte er diese Tätigkeit für ein Jahrzehnt bei verschiedenen Regisseuren. Nach zwei Drehbüchern für Carlo Lizzani (er hatte 1966 bereits zwei für Nick Nostro geschrieben) drehte er 1976 seinen einzigen eigenen Film, den herkömmlichen, sentimentalen Per amore.

## Filmografie (Auswahl)
- 1976: Per amore